# دوغ كروفورد
دوغ كروفورد (بالإنجليزية: Doug Crawford)‏ هو عالم أعصاب كندي، ولد في القرن العشرين.